# Gaál Damascen
Gaál Damascen (Eger, 1801. december 7. – Miskolc, 1875. február 27.) minorita rendi szerzetes.

## Élete
Tanulmányait szülővárosában végezte, ezután 1818-ban a minorita rendbe lépett. 1825-ben szentelték misés pappá, első évében Kantán, majd három évig Nagybányán volt gimnáziumi tanár. Onnét Fáy István grófhoz ment udvari káplánnak, ahol három évig volt. 1832-ig miskolci, majd pedig aradi tanár lett, ahol 12 évig működött. Azután szilágysomlyói, majd szegedi, végül aradi házfőnöknek választották. 1857-ben titkár és 1860-ban rendfőnök lett. A rendfőnökségről lemondva, újra Aradra ment vissza, ahol a lelkészi hivatalt vezette. Nyugalomra vonulása után Miskolcra költözött, mielőtt azonban Aradról eltávozott, az ottani jótékonysági egyletnek egy darab aradi első takarékpénztári részvényt (1000 aranyforint értékben) adott.

## Művei
- Örvendező versek, melyeket mélt. Lonovics József úr, a csanádi megye püspökének fő papi székébe való iktatása alkalmával az aradi kir. gymnasium nevében bémutatta 1834. évben. Arad
- Egyházi beszéd, melyet az aradi kir. gymnasiumban tanuló ifjuság számára készített zászló föszentelése alkalmával tartott jun. 5. 1836. évben. Arad
- Óda... Szerencsy István Arad várm. főispáni székébe iktatásakor, a minorita szerzetes aradi háza. Arad. 1836
- Óda főtiszt. és tudós Szabó Román urnak, a magyar és erdélyországi minorita szerzet fő igazgatójának, midőn az aradi gymnasiumot meglátogatná 1838. Arad
- Óda, melyben nagym. Lajcsák Ferencz nagyváradi püspök úr ő excellentiájától bucsúzik a músa. Az aradi gymnasium nevében 1838. Arad
- Óda, melyel nagym. és ft. Lonovics József úr ő excellentiájának, a csanádi megye püspökének... midőn az aradi kir. iskolákat hivatalosan megvizsgálná, hódol az aradi gymnasium. 1840. Arad
- Óda, fő tiszt. s tudós Szabó Román atyának, magyarországi, és erdélyi minorita szerzet fő igazgatójának, midőn az aradi gymnasiumot meglátogatná 1841. Arad
- Óda, melyet nagym. és ft. Lonovics József úr ő excellentiájának csanádi megye püspökének, midőn az aradi kir. iskolákat meglátogatni kegyeskedne, hódol az aradi gymnasium. 1842. Arad
- Költészeti koszorú. Szeged, 1847
- Méltgs és ft. Csajághy Sándor csanádi püspök ur ő Nagyságának, midőn csanádi püspöki székébe 1852. ápr. 19. iktattatnék, hódol a tiszt. minorita atyák szegedi háza. Szeged (költemény)

Egy kötetnyi egyházi beszédét kéziratban az aradi minorita rendház könyvtárában őrizték.
Programértekezése a miskolci gimnázium Értesítőjében (1858, A tanodai nevelés haszna).